# Mouvement Travail-Études
Entre 1912 et 1927, le mouvement Travail-Études aida de jeunes Chinois à venir étudier en France. Il a été lancé par Li Shizeng (philanthrope et admirateur de la culture française, celui-ci avait étudié à l'école agricole du Chesnoy, à Montargis). Le but était de permettre de financer les études de Chinois en les embauchant dans des usines françaises.
Le mouvement est durement frappé par la crise économique post guerre mondiale de 1921, qui précarise ses membres. Avec cette crise, des membres du mouvement nourrissent l'espoir d'être admis dans l'Institut franco-chinois de Lyon (IFCL). Cet espoir sera éteint à la suite de la Marche sur Lyon d'octobre 1921, qui a eu pour conséquence l’expulsion d'une centaine de Chinois du territoire français vers la Chine.

## Origine

### Contexte
Li était un ami de Sun Yat-sen, alors président de la jeune République chinoise. Comme Sun, Li est convaincu qu'il faut s'inspirer des modèles occidentaux pour développer la Chine. En effet, la Chine est à cette époque en crise et dans une période de mutation profonde. Les famines et les guerres intestines entre seigneurs de guerre ravagent le pays. Les puissances étrangères, notamment le Japon, le Royaume-Uni, la France, ainsi que d'autres nations occidentales se partagent des zones d'influence. En ces temps difficiles, les fondements de la Chine traditionnelle sont remis en cause. Des idées nouvelles émergent pour doter la Chine d'un système qui lui permettrait de se débarrasser de la présence étrangère et la remettre au-devant de la scène mondiale. Ainsi, dans l'espoir de former une certaine élite intellectuelle, le mouvement Travail-Études favorise le départ vers la France de jeunes étudiants chinois[réf. souhaitée].
Les négociations de paix autour du mouvement du 4 Mai ont lieu à Paris, et il est probable qu'elles aient inspiré le programme.

### Création
Le formule travail-études est initiée par Li Shizeng en 1909. Elle est également créée par Cai Yuanpei et Wu Zhihui, anarchistes qui ont soutenu les mouvements de la nouvelle culture et du 4 mai ; ces deux mouvements influencent fortement le programme. Les trois créateurs vivent par ailleurs à Paris pendant plusieurs années avant la Première Guerre mondiale.
Le mouvement est notamment financé par le professeur Cai Yuanpei, alors recteur de l'université de Pékin après avoir été rapatrié de France. Les responsables français du programme envisagent de puiser dans les réparations que la Chine doit payer à la France depuis la révolte des Boxers. Cette proposition est considérée comme une compensation des injustices infligées par les pouvoirs occidentaux à la Chine par les étudiants. La proposition est finalement écartée et l'argent sert à financer l'Institut franco-chinois de Lyon.
Avec Li Yuying et Wu Zhihui, il fonde à Pékin la LiuFa jianxuehui, ou Société d'éducation rationnelle française, qui doit préparer des jeunes gens à des études en France. Le mouvement travail-études permet par ailleurs à des jeunes de familles modestes et surtout aux jeunes filles, dont l'entrée dans les universités est souvent interdite en Chine, de pouvoir étudier grâce à l'expatriation.
Le programme a en partie pour objectif d'aider la Chine à apprendre de l'Occident pour s'affranchir de la subordination aux puissances européennes et au Japon.

## Groupe de Montargis et création du Parti communiste chinois
Le mouvement prend de l'ampleur après la Première Guerre mondiale. Jusqu'en 1927, 4 000 jeunes Chinois viendront étudier et travailler en France[réf. nécessaire]. Ils ont pour la plupart entre 16 et 25 ans.
Dans le cadre de leur travail, les étudiants-ouvriers interagissent au quotidien avec des travailleurs chinois, surtout à La Garenne-Colombes et à Billancourt. Les frontières entre les deux groupes s'effacent rapidement, au point que l'Association des travailleurs chinois de France et la représentation du programme partagent la même adresse à La Garenne.

### Groupe de Montargis
Parmi eux se trouve notamment un groupe de jeunes intellectuels, originaires du Hunan, qui ont découvert avec enthousiasme le socialisme et font partie de la Société d'étude du peuple nouveau, fondée à Changsha. Embarquant pour la France en 1919, ce groupe compte la plupart des amis de Mao Zedong : Cai Hesen, Chen Yi, Li Fuchun, la jeune Xiang Jingyu, et la sœur de Cai Hesen, Chang. Le jeune Mao, lui, préfère rester en Chine. Zhou Enlai, Li Lisan, Nie Rongzhen, Deng Xiaoping sont également bénéficiaires du programme.
Le groupe s'installe à Montargis. Les garçons étudient dans le collège, sous la tutelle du professeur Chapeau, et les filles suivent les cours de Mme Dumont (mère de l'agronome René Dumont) à l'école du Chinchon. Le groupe se réunit souvent au jardin Durzy pour débattre. Il y a ceux qui, autour de Cai, veulent suivre la voie radicale de la révolution russe, et ceux qui prônent une réforme des institutions existantes. 
Cai correspond fréquemment avec son ami Mao et lui envoie des lettres enthousiastes décrivant leur quotidien. Cai constate notamment que « la vie en France n'est pas si différente de la vie en Chine », et relativement peu chère. La Société Franco-chinoise a ainsi pu acheter un bâtiment « splendide » dans le centre de Paris. Il qualifie également les conditions de travail « généralement assez bonnes ». Donnant l'exemple de certains amis, il montre que l'on peut facilement s'établir en France en ouvrant un restaurant ou une boutique artisanale, et enjoint ceux qui sont restés à les retrouver. 
Mais c'est avant tout de politique que s'entretiennent Cai Hesen, brillant théoricien, et Mao Zedong, qui en admire la sagesse. Le 13 août 1920, soit quatre mois avant le congrès de Tours qui divise la gauche française, Cai écrit une nouvelle lettre à Mao. Il lui propose la création du Parti communiste chinois (PCC), afin de constituer ce qu'il pense être « l'avant-garde et le commandement de la révolution ». Le 1er décembre, Mao lui envoie son accord.

### Deng Xiaoping et le mouvement
Un an après l'arrivée du groupe de Hunan, Deng Xiaoping part de Shanghaï en direction de Marseille. Avec 80 camarades, il embarque le 27 août 1920 à bord de l'André Lebon, muni d'une recommandation du consul de France, Albert Bodard (père de Lucien). Il atteint les côtes française le 20 octobre. Âgé de seize ans, c'est le plus jeune étudiant, mais il est déjà très engagé. Il a notamment pris part au mouvement du 4 mai 1919. Il restera six ans en France.
Deng est d'abord accueilli dans une école à Bayeux. Ne pouvant vivre de son maigre pécule, il part travailler aux laminoirs du Creusot, en Saône-et-Loire. D'après les écrits de sa fille, c'est là qu'il découvre « la misère du prolétariat ». En février 1922, Deng est embauché à l'usine Hutchinson, à Châlette-sur-Loing, sous le nom de « Teng Hi Hien ». On y fabrique des galoches. On peut encore voir aujourd'hui l'atelier de l'usine (construit par Gustave Eiffel) où il travailla. Il loge dans une grange à proximité de l'usine. 
Dans ce contexte ouvrier, il découvre le marxisme, alors pratiquement inconnu en Chine car les ouvrages de Marx n'y sont pas encore traduits. Il devient bientôt militant communiste et un virulent opposant au capitalisme (article de Le Monde).  
Il ne fera que deux séjours à l'usine de Hutchinson, du 14 février au 17 octobre 1922 et du 2 février au 7 mars 1923. Renvoyé, on peut lire ce commentaire sur sa fiche d'embauche : « A refusé de travailler, ne pas reprendre ». Il travaille ensuite comme assembleur à l’usine Renault de Billancourt, et fréquente aussi l'établissement de Châtillon.
Deng quitte le sol français le 7 janvier 1926 et part étudier à Moscou.

### Zhou Enlai et le mouvement
Zhou Enlai, autre grande figure de la Chine communiste, arrive à Marseille en décembre 1920, et part étudier à Paris. Il habite un temps une petite chambre de moins de 10 m2 dans un petit hôtel situé au 17 rue Godefroy, près de la place d'Italie dans le 13e arrondissement de Paris (cet hôtel a été déclaré monument historique alors que Jacques Chirac était maire de Paris). Zhou Enlai fait rapidement la connaissance de Deng, qui a six ans de moins que lui, et avec qui il partage un appartement. Il part aussi parfois rejoindre le groupe de Montargis au jardin de Durzy. Profondément marqué par son séjour en France, il publie de nombreux articles en Chine, notamment la première année, pour faire connaître à ses compatriotes la société occidentale et la vie des Chinois en France et en Europe.
En mars 1921, Zhou crée un groupe communiste qui devient la cellule générale du Parti communiste chinois en Europe. Ce groupe est le précurseur du Parti communiste chinois (PCC) crée le 1er juillet de la même année dans la concession française de Shanghai. En 1922, Deng Xiaoping le rejoint, et intègre le PCC fin 1924. Zhou, lui, repart en Chine afin d'en assurer la direction.

## Marche sur Lyon
En février 1921, les étudiants-ouvriers affirment ne pas avoir reçu les financements promis au moment de leur départ de Chine. Le ministère français de l'Intérieur écrit que « Les étudiants sont dans une gêne extrême » et s'inquiète du nombre croissant de communistes et de partisans du Kuomintang.
En février 1921, les étudiants apprennent que les fonds réservés à leur programme ont finalement été alloués à la création de l'Institut franco-chinois de Lyon. Ils se rendent à Lyon et occupent le bâtiment au cours de la marche sur Lyon. Cette action mène à l'expulsion de plus de cent étudiants-ouvriers, dont beaucoup se lancent dans une carrière politique en Chine. À Paris, des étudiants-ouvriers agressent l'ambassadeur chinois, qu'ils tiennent pour responsable ; un an plus tard, il est victime d'une tentative d'assassinat à l'arme à feu.

## Guerre civile
Sur fond de tensions politiques en Chine, de nombreux étudiants chinois commencent à se procurer des armes à feu. En octobre 1924, un membre du parti d'extrême droite Jeunesse chinoise se tue à Fontenay-aux-Roses en montrant son pistolet à des camarades. Quelques mois plus tard, des étudiants de Jeunesse chinoise s'inscrivent à une formation de tir à Versailles, tandis que la police française pense qu'un groupe de communistes incluant Deng Xiaoping essaie d'organiser leur assassinat.
En avril 1925, l'Association des travailleurs chinois de La Garenne-Colombes demande l'érection d'un cimetière et d'un monument en honneur des ouvriers chinois morts pendant la Première guerre mondiale et exige 15 millions de francs, pris sur les indemnités de la révolte des Boxers, soient alloués à l'éducation des travailleurs chinois et de leurs enfants.
Les étudiants-ouvriers comprennent que la Chine doit être mieux positionnée dans les relations internationales pour bénéficier de bonnes conditions. Ils continuent à se radicaliser politiquement et rejoignent des mouvements anti-impérialistes internationaux.
Cai Hesen et Li Lisan, expulsés en 1921, sont des meneurs du mouvement du 30 Mai à Shanghai, tandis que Zhou Enlai met en place une section européenne du PCC et une antenne de l'aile gauche du Kuomintang à Paris. En 1925, l'anti-impérialisme fait partie du vocabulaire quotidien des étudiants-ouvriers à Paris. Le 30 mai de cette année, les manifestations dans la concession internationale de Shanghai ont des conséquences immédiates à Paris, avec le dépôt d'un préavis de manifestation devant l'ambassade de Chine.
En 1927, le PCC et le Kuomintang sont en conflit ouvert en région parisienne. Le programme est interrompu en 1927 en raison de la guerre civile chinoise[réf. nécessaire].

## Postérité

### En Chine
En décembre 1920, avant la fondation du Parti communiste chinois, un étudiant-ouvrier assiste au congrès fondateur du Parti communiste français à Tours. Zhou Enlai devient le principal fondateur du PCC en Europe, tandis que Cai Hesen, qui vit à Montargis, aide Mao et Chen Duxiu à approfondir leur connaissance du marxisme.
On observe une énorme sur-représentation des participants au programme travail-études parmi les dirigeants politiques communistes des décennies qui suivent.
Cette page de l'histoire de la Chine est toujours enseignée dans les écoles chinoises[réf. souhaitée].

### Dans le mouvement anti-impérialiste
Les étudiants-ouvriers chinois ouvrent la voie de l'anti-impérialisme étudiant en France. Ils ne ciblent pas directement la France par leur rhétorique, contrairement aux étudiants coloniaux, mais ces derniers peuvent suivre leur exemple et s'en inspirer pour leur combat anti-colonial.

## Personnalités du mouvement
Personnalités chinoises influentes ayant étudié en France :
Personnalités politiques
- Zhou Enlai
- Deng Xiaoping
- Cai Hesen
- Chen Yi
- Cai Chang
- Li Yuying
- Tcheng Yu-hsiu

Artistes
- Ba Jin
- Qian Zhongshu
- Xu Beihong
- Xian Xinghai